# Parque nacional de Mu Ko Ang Thong
El parque nacional de Mu Ko Ang Thong es un área protegida marina del golfo de Tailandia, en la provincia de Surat Thani, en el sur de Tailandia. Se extiende por 42 islas con una superficie total de 102 kilómetros cuadrados, de los que sólo 18 son de tierra. 
Este parque nacional marino fue creado en 12 de noviembre de 1980, convirtiéndose en el 21.º del país. Lo protege la Convención de Ramsar desde 2002.
Ang Thong (en tailandés, อ่างทอง) significa «bol de oro» y Mu Ko (en tailándés, หมู่เกาะ) «archipiélago».

## Enlaces externos

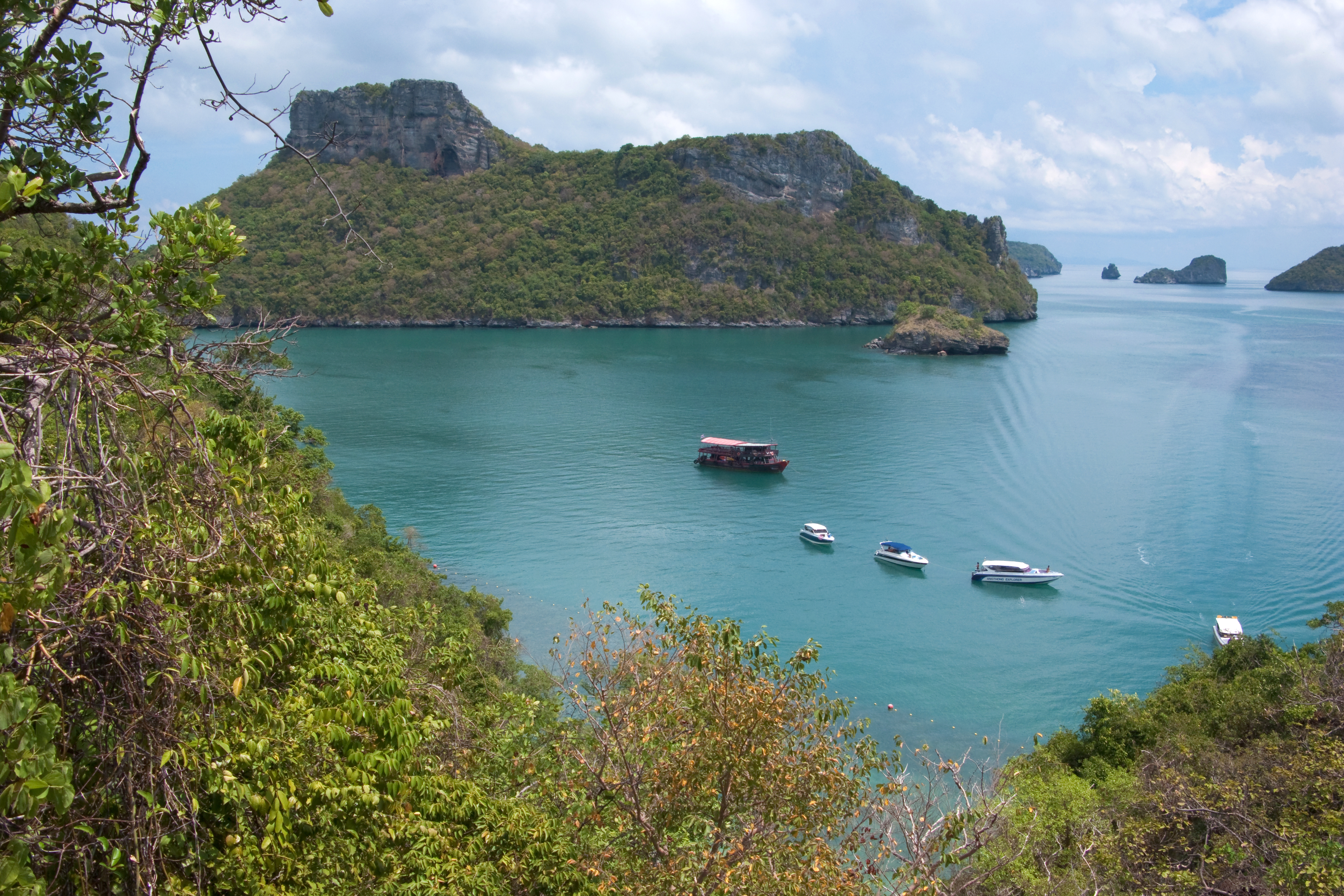
P. N. de Mu Ko Ang Thong.